# Remigny (Saône-et-Loire)
Remigny település Franciaországban, Saône-et-Loire megyében. Lakosainak száma 411 fő (2022. január 1.). Remigny Chassagne-Montrachet, Santenay, Bouzeron, Chagny és Chassey-le-Camp községekkel határos.

## Népesség
A település népessége az elmúlt években az alábbi módon változott:
| Lakosok száma | 450  | 440  | 442  | 433  | 430  | 430  | 423  | 417  | 411  |
|               | 2013 | 2015 | 2016 | 2017 | 2018 | 2019 | 2020 | 2021 | 2022 |